# Мрія

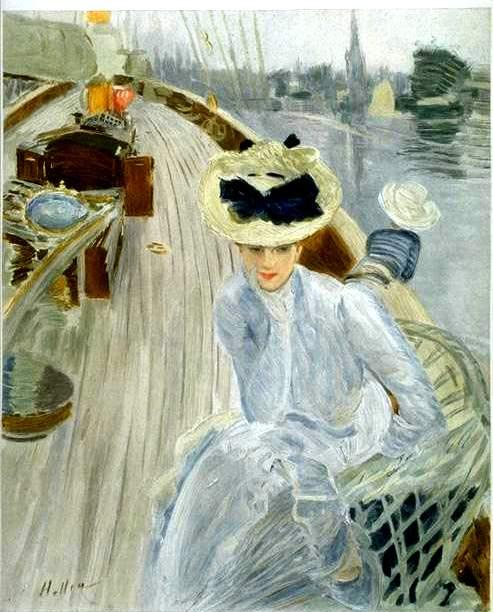
«Мрія». Поль Елльо.

Мрі́я — думка про щось бажане й приємне, інколи нездійсненне чи недосяжне. Витвір уяви, фантазії.
Мрі́яння, або ма́рення — процес фантазування, при якому людина уявляє деякі майбутні події, настання яких вона бажає. Вид уяви.

## Історія слова
Слово «мрія» утворене від укр. мріяти, або мріти («ледве виднітися»; «бовваніти»; «мерехтіти»; рідко. «світати»; «мріяти»), що походить від прасл. *mьrěti, пов'язаного чергуванням голосних з *mara («мара, привид»). До того самого праслов'янського дієслова сходять і сучасні біл. мроя, мроіць («мрія»; «мріяти»).

У новій літературній мові це слово вперше засвідчене в друкованому листі харківської громади «коханим і шановним землякам, панам Галичанам», що його відправив 30 листопада 1862 року «студент Університету Василь Степанович Мова». Цитуючи «Подражаніє 11 псалму» Т. Шевченка, харківці пишуть: 
|  | І не пуста мрія, а певна, кріпка надія була у його в серці, як перед смертю казав він: "Орю свій переліг..." |

 Під заголовком «Письмо з Задніпровської України» цей лист опубліковано 11 квітня 1863 року в журналі «Вечерниці».
До кінця XIX століття у творах деяких письменників, як-от Івана Вагилевича, Пантелеймона Куліша, Івана Франка, ще траплялися нині застарілі слова мечта, мечтати, що згодом остаточно вийшли з ужитку. Їхнє коріння сягає староукраїнської книжності. Наприклад, словник Памва Беринди 1627 року подає гасло мєчтаньє: помышлєньє, албо мєчт, з тлумаченням: раптове й сильне мислення, або видіння, котрим речі далекії як присутнії і образ їх у розумі своїм огортаємо і формуємо, приводячи їх собі на мисль.
Цікаво, що в англійській (англ. dream),
німецькій (нім. Traum) та французькій (фр. rêve, rêverie) мовах поняття «мрія», як і слова на його позначення, первинно пов'язані зі сновидінням. Справді, сновидіння часто віддзеркалюють бажання, так само, як і мрії, але відрізняються тим, що гірше піддаються свідомому керуванню з боку суб'єкта, а також, як правило, сприймаються ним як реальність.

### Міф про «кування»
За радянської доби виник і поширився міф про належність слова «мрія» до так званих кованих слів. Мовляв, його творцем є український письменник Михайло Старицький, який вжив свій новотвір у написанім 1873 року вірші «До альбома О. П. К-ч», присвяченому Олені Пчілці і опублікованому в 1883 році. В інших версіях «авторство» слова приписується останній, або Лесі Українці. Насправді ж достеменно відомо, що до того часу слово «мрія» вже вживалося у творах Павлина Свенціцького (1865), Василя Мови (1866), Івана Нечуя-Левицького (1869), перекладах Ксенофонта Климковича (1864), Лева Лопатинського (1864), Лонгина Лукашевича (1867), того ж Михайла Старицького (1872), німецько-українському словнику Омеляна Партицького (1867), а також на шпальтах україномовної преси 1860-х років (у часописах «Вечерниці», «Слово» та «Русь»).

## У психології
Мрії можуть бути реальними (реальна мрія), тобто такими, що дійсно можуть трапитись у майбутньому, або фантастичними (нереальна мрія), тобто такими, настання яких слід визнати практично неможливим. Мрія позитивно впливає на настрій суб'єкта, а також сприяє обдумуванню відповідного бажання, що може призвести до активізації діяльності щодо реалізації цього бажання. Тому реальна мрія корисна для настання тих подій, про які суб'єкт мріє.
З іншого боку, можна зауважити, що, внаслідок усвідомлення того факту, що мрія ще не настала, в суб'єкта може зіпсуватися настрій. Крім того, на мрію витрачається час, що може відволікти від важливіших справ. Отже, мрія має позитивні та негативні риси, і можуть бути різні думки щодо того, чи варто мріяти. Можна сказати, що реальна мрія має більше підстав вважатися корисною, ніж нереальна.
Іноді термін «мрія» розуміють ширше, включаючи сюди, наприклад, думки не тільки про майбутнє, а і про минуле. При певному широкому розумінні мрію можна ототожнити з такою фантазією, під час якої суб'єкт уявляє якісь події.
Дехто надає мрії дещо сакрального значення, вважаючи, що вона збуджує деяку надприродну субстанцію в напрямі збільшення ймовірності настання того, про що суб'єкт мріє. По суті мрія при цьому ототожнюється з молитвою. З другого боку, існує думка, що навпаки: мрію не слід плутати з молитвою, і неможливо повноцінно молитися, якщо почати мріяти замість того, щоб молитись. Описані в цьому абзаці міркування є предметом навколорелігійних вірувань і не підтверджуються науковими дослідженнями.
Низка дослідників у своїх працях займалися питанням зв'язку між сновидіннями і креативністю. Чи то С. Шехтер, Г. Шмайдлер і Ф. Сталь, які виявили позитивний зв'язок між рівнем креативності і мірою вираженої у сновидінні уяви, чи Ф. Клепель, М. Шредль і А. Ґеріц, згідно з якими люди практикують ідеї своїх сновидінь у реальному житті приблизно кожні два місяці. Сни на яву, тобто мрії, не є винятком із цієї тенденції. Вони дають змогу поглянути на певну проблему з нових, на перший погляд, нелогічних ракурсів, з чого, проте, може випливати невідоме раніше розв'язання. Крім того, мрії можуть слугувати нагадуванням про факти, які зосереджений розум просто ігнорує, оскільки вони не потрапляють у вузьку сферу уваги. Тому мріяння часто порівнюють із мозковим штурмом, який позитивно впливає на звільнення від обмежень чи пошук аналогій і абсолютно нових шляхів, адже воно так само може надати імпульс до творчої діяльності. Дослідження С. Кантера (1982), наприклад, показало, що учасники, які частіше піддавалися мріям, дали менше відповідей, ніж ті, хто мріяв рідше, але їхні відповіді були більш оригінальними та інноваційними, що свідчить про більшу креативність.